# 5. motorizirana divizija (Irak)
5. motorizirana divizija Železo je motorizirana divizija Iraške kopenske vojske, ki spada pod okrilje Centralnih sil IKV.

## Zgodovina
Operacije in bitke
- Operacija Phantom Thunder
- Operacija Phantom Strike (2007-08)

## Organizacija
- Štab
- 5. bataljon specialnih sil
- 5. komando bataljon
- 18. pehotna (zračnodesantna) brigada
- 19. pehotna (zračnodesantna) brigada
- 20. motorizirana brigada
- 21. motorizirana brigada
- 5. poljski artilerijski polk
- 5. poljski artilerijski polk
- 5. lokacijsko poveljstvo

- 5. bazna varnostna enota
- 5. vzdrževalna baza
- 5. motorizirani transportni polk

- 5. divizijski trenažni center